# 273e régiment d'infanterie
Le 273e régiment d'infanterie (273e RI) est un régiment d'infanterie de l'Armée de terre française constitué en août 1914 avec les bataillons de réserve du 73e régiment d'infanterie.
À la mobilisation, chaque régiment d'active créé un régiment de réserve dont le numéro est le sien plus 200.

## Création et différentes dénominations
- Le 273e régiment d'infanterie quitte Béthune pour rejoindre les armées le 10 août 1914.
- Il est dissous près de Montbéliard le 7 août 1918. Ses éléments subsistants sont versés dans les 33e et 73e R.I.

## Chefs de corps
- du 2 août 1914 au 7 octobre 1915 : lieutenant-colonel Jean-Michel Héberlé (tué à l'ennemi près de Navarin-Souain).
- du 7 au 15 octobre 1915 : capitaine Farnier (par intérim).
- du 15 octobre 1915 au 20 juin 1917 : lieutenant-colonel Jean-Marie-Vital de Prandières.
- du 22 juin 1917 au 20 août 1917 : lieutenant-colonel Henri-Louis du Guiny.
- du 20 au 31 août 1917 : chef de bataillon Alban-Nicaise-Félix-Achille Thalamas (par intérim).
- du 31 août 1917 au 12 février 1918 : lieutenant-colonel Marie-François-Alexandre Colin.
- du 12 au 21 février 1918 : chef de bataillon Louis-Stanislas-Laurent-Joseph Schaepelynck (par intérim).
- du 21 février au 12 juin 1918 : lieutenant-colonel Félix-Ovide-Auguste Coudin (mortellement blessé et porté disparu le 12 juin 1918 au combat de Cutry).
- du 17 juin au 15 juillet 1918 : lieutenant-colonel René-Alexis Boizard (tué à l'ennemi le 15 juillet 1918 près de Dormans).
- du 15 au 27 juillet : capitaine Mugnier (par intérim).
- du 27 juillet au 7 août 1918 (date de la dissolution du régiment) : colonel Léon-Marie-Jules Schneider.

## Historique des garnisons, combats et batailles

### Première Guerre mondiale

#### Affectation
- 51e division d'infanterie d'août 1914 à août 1918

## Drapeau
Il porte, cousues en lettres d'or dans ses plis, les inscriptions suivantes :
- Verdun 1916
- L'Aisne 1918

## Sources et bibliographie
- Historique du 273e régiment d'infanterie pendant la guerre 1914-1918, Nancy, Berger-Levrault, 130 p., lire en ligne sur Gallica.